# Tatort: Donuts
Donuts ist ein Fernsehfilm aus der Krimireihe Tatort. Der von Radio Bremen produzierte Beitrag ist die 1230. Tatort-Episode und wurde am 2. April 2023 im SRF, im ORF und im Ersten ausgestrahlt. Das Bremer Ermittlerduo Moormann und Selb ermittelt in seinem vierten gemeinsamen Fall. Für Selb ist es bereits der neunte Fall.

## Handlung
In Bremerhaven wird auf einem der Verladeterminals für Autos eine Leiche gefunden. Weil der Fundort in den Bremer Häfen zum Stadtgebiet von Bremen gehört, ermitteln die Bremer Kommissarinnen Liv Moormann und Linda Selb gemeinsam mit dem Bremerhavener Kollegen Robert Petersen. Die Spur führt in die örtliche Auto-Tuning-Szene und in Verdacht geraten die beiden Neffen des Toten, Oleg und Gheorghe Rusu. Sie betreiben eine Autowerkstatt, in der auch das Opfer mitgearbeitet hat. Liv Moormann ist überrascht, ihre Halbschwester Marie dort anzutreffen, und verschweigt ihre Beobachtung zunächst. In der Werkstatt befindet sich ein sehr teurer BMW, der angeblich dem Onkel gehört. Linda Selb kommentiert den „Fund“ mit den Worten: „So einen hatte ich früher auch mal, kann man super Donuts mit fahren.“ Sehr schnell finden die Ermittler heraus, dass das Opfer von seiner Arbeitsstelle, dem Verladeterminal, Autoteile entwendet hat. Es folgt eine Hausdurchsuchung der Werkstatt, was zahlreiche Beweisstücke zutage bringt. Die Neffen wiegen sich in Unwissenheit, weil dies Sache ihres Onkels gewesen sei. Derweil versuchen sie, dessen teures Auto zu verkaufen. Marie, die mit Gheorghe befreundet ist und regelmäßig nachts mit den Werkstattautos durch Bremens Straßen rast, bietet es dem Kartbahn-Betreiber Henning Jansen an, bei dem sie als Teenager ihre Freizeit verbrachte und fahren lernte. Der will sich jedoch nicht so schnell entscheiden. Bei einem zweiten Termin verliert sie die Nerven und rast mit dem Auto, das er kaufen soll, auf ihn zu und tötet ihn. Da es auf dem Kartgelände Überwachungsaufnahmen gibt, ist die Täterschaft eindeutig und es wird nach ihr gefahndet. Liv Moormann kann anhand weiterer Aufnahmen nachweisen, dass weder Marie noch die Neffen etwas mit dem Tod ihres Onkels zu tun haben können. Es muss somit noch einen Täter geben. Möglicherweise war es Jansen, was Marie zu der Tat gebracht haben könnte. Liv findet jedoch heraus, dass Jansen ihre Schwester missbraucht hatte, worin das Motiv zu der spontanen Tat lag. Sie kann Marie überzeugen, sich zu stellen.
Die Ermittlungen geraten in Turbulenzen, als Oleg entführt und der BMW als Lösegeld gefordert wird. Wie vermutet war auch dieser Wagen aus dem Verladeterminal gestohlen. Wie Recherchen ergeben, stand das Auto aber auf keiner Ladeliste, dennoch scheint es jemandem sehr wichtig zu sein, um dafür sogar einen Mord zu begehen. Liv Moormann sieht sich den BMW genauer an und entdeckt ein neu entwickeltes Kühlsystem. Von Marie erfährt sie, dass sich die Neffen das Auto „ausgeliehen“ und die Keycard ihres Onkels benutzt hatten. Somit musste der Täter annehmen, dass er sich den Wagen dort zurückholen kann. Die Manipulation der Ladelisten kann eigentlich nur vom Lademeister erfolgt sein und so machen sich Liv Moormann und Lennard Krupp auf den Weg zum Terminal. Dort hat bereits Gheorghe alles unternommen, um seinen Bruder zu befreien, und so kann die Polizei den Tallymann Pinkie im Hafen festnehmen. Er hatte Gheorghe gegenüber erwähnt, dass alles aus dem Ruder gelaufen sei, da sein Onkel ein recht jähzorniger Mann gewesen wäre, ihm aber seine Auftraggeber im Nacken saßen und ihren Prototyp wiederhaben wollten.

## Hintergrund

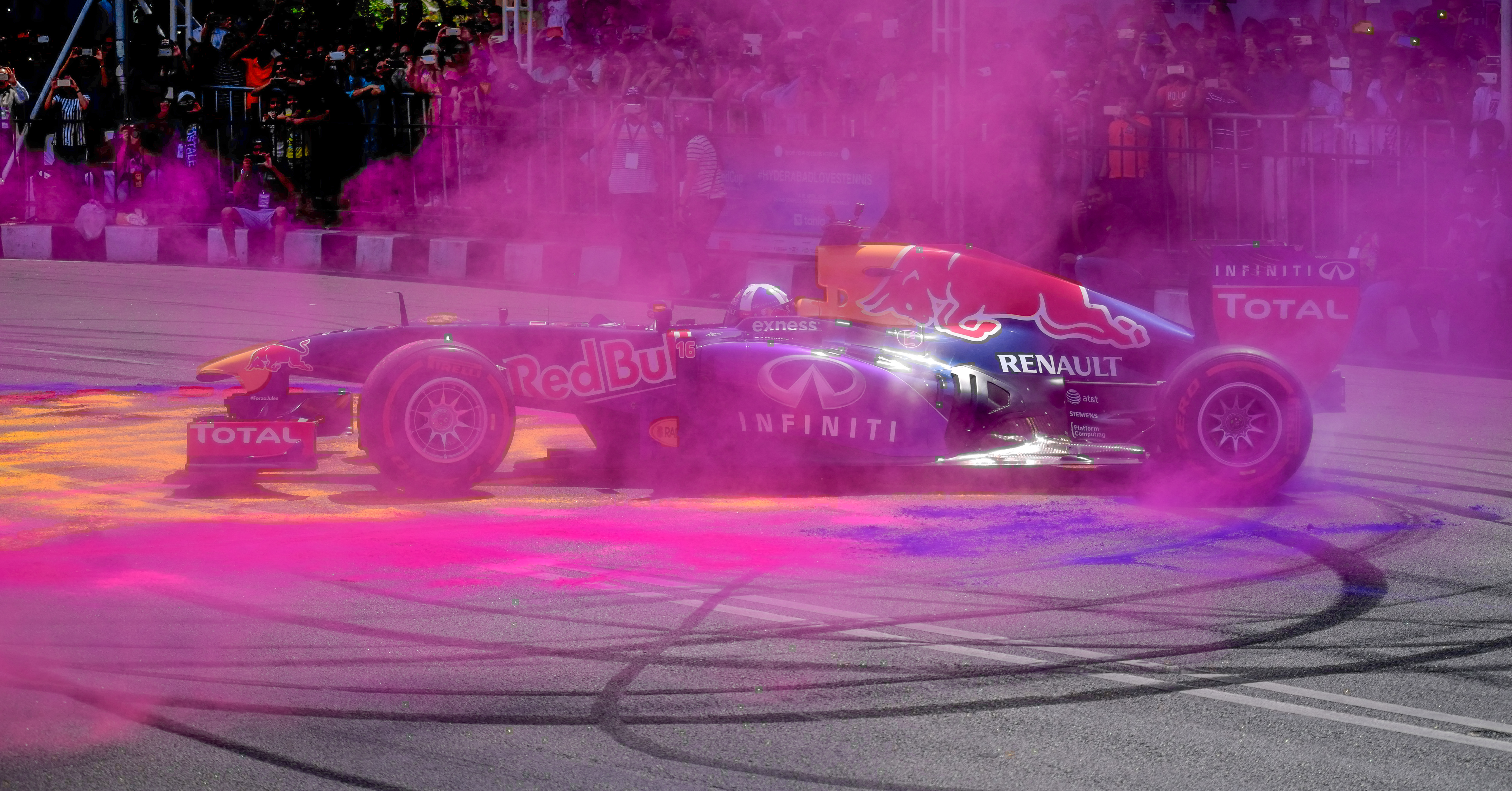
David Coulthard fährt Donuts

Der Film wurde vom 13. Juli 2022 bis zum  11. August 2022 in Bremerhaven und Bremen gedreht.
Die titelgebenden  „Donuts“ sind kreisförmige Reifenabriebspuren, die beim absichtlichen Driften mit den Hinterrädern eines Autos um die durch die Bremse blockierten Vorderräder entstehen.
In der Schlussszene des Films ist die britische Band Mesadorm mit ihrem 2018 erschienenen Lied Easy zu hören.

## Rezeption

### Kritiken
Im Spiegel schrieb Christian Buß: „Dieser ‚Tatort‘ ist der Versuch, das US-Genre des Hot-Rod-Movies […] zu modernisieren und auf deutsche Verhältnisse zu übertragen. Regisseur und Co-Autor Sebastian Ko ist einer der Stilisten unter den ‚Tatort‘-Schaffenden. Sein Debüt bei der Krimireihe gab er 2016 mit einer gelungenen modernen ‚Bonnie und Clyde‘-Version vor Plattenbau-Kulisse. Seine neue Folge […] wirkt nun über Strecken wie eine ‚Fast & Furious‘-Version vor Plattenbau-Kulisse. Leider ist sie nicht gelungen.“
Martina Kalweit meinte bei tittelbach.tv: „Eine Leiche im Kofferraum eines zu überführenden Neuwagens führt in die Autotuner-Szene nach Bremerhaven. Jeder, der hier vom großen Glück oder auch nur von einem kleinen Abenteuer träumt, fliegt schnell aus der Kurve. Viele Außen-Drehs und nächtliche Verfolgungsfahrten steuern visuelle Abenteuer bei. Weniger kurvenreich gestalten sich die Ermittlungen von ‚Tatort – Donuts‘ (Bremedia Produktion GmbH). Sie münden in den Alleingang einer Kommissarin, die privat in den Fall verstrickt ist. Das riecht dann doch nach eingefahrenem Asphalt. Zwischen den Spuren blinkt ‚Tatort – Donuts‘ aber in nachtblauen Farben und dreht ein paar aufregende Runden.“
In der Süddeutschen Zeitung wertete Claudia Fromme: „Donuts sind diese Kringel, die man auf dem Asphalt produziert, wenn man mit angezogener Handbremse im Kreis schliddert und die Reifen ordentlich Gummi geben. So heißt dieser Tatort, ‚Donuts‘, und es geht darin um erstaunliche Fahrkünste, aber auch darum, dass man aus seiner alten Spur nicht herauskommt. Im Krimi heulen die Motoren, es gibt Verfolgungsjagden, die Schnitte sind schnell. Kameradrohnen liefern starke Bilder des riesigen Autoterminals. Der Film überzeugt mit seinem Tempo, was aber fehlt, ist die Tiefe, obwohl es so persönlich für Liv Moormann wird. Manches wirkt hingebogen, damit die Story läuft, manches etwas langatmig, wenn es um die Biografie der Ermittlerin geht. Aber das Leben ist eben keine aufgemotzte Karre mit goldenen Felgen, manchmal ist es einfach nur zum Heulen.“
Auch in der Frankfurter Rundschau fällt die Kritik ähnlich aus: „Dies und das wird angedeutet, dies und das angefangen, aber dann verläppert es. Die eigentliche Krimihandlung läuft so mit, was auch in Ordnung wäre, wenn dafür die Zeichnung der Hauptfiguren intensiver wäre. Gern wüsste man zum Beispiel mehr über die offenbar sehr liebevolle Beziehung des coolen Georghe zu seinem Bruder Oleg mit Downsyndrom (der famose Jonas Halbfas). Aber da kommt schon die nächste Verfolgungsjagd.“
Bei  swr3.de meinte Simone Sarnow: „Dieser Fall ist vor allem eins: bildgewaltig. Immer wieder gibt’s die Drohnen-Perspektive aus der Luft, über das schier nicht enden wollende riesige Autoterminal. Oder Bilder von brachliegenden Industrieflächen, verlassenen Parkhäuser und natürlich: rasante Verfolgungsjagden durch die Nacht. Düster, blau, mit Scheinwerfer-Blitzlichtern und lautem Motorengeheul. Und dazwischen: Stille. Szenen ohne Worte, nur Musik und die Schauspieler.“

### Einschaltquoten
Bei der Erstausstrahlung von Tatort: Donuts am 2. April 2023 verfolgten in Deutschland insgesamt 8,48 Millionen Zuschauer die Filmhandlung, was einem Marktanteil von 27,9 Prozent für Das Erste entsprach. In der als Hauptzielgruppe für Fernsehwerbung deklarierten Altersgruppe von 14–49 Jahren erreichte Donuts 1,63 Millionen Zuschauer und damit einen Marktanteil von 23,9 Prozent in dieser Altersgruppe.